# Lawrence Adam
Lawrence „Law“ Adam (* 11. Juni 1908 in Probolinggo, Niederländisch-Indien; † 15. Mai 1941 in Niederländisch-Indien) war ein niederländischer Fußballspieler. Er soll der erste Fußballspieler gewesen sein, der den „Übersteiger“ (englisch Scissors move oder Step over) einsetzte oder zumindest perfektionierte, was ihm in den 1920er und 1930er Jahren den Spitznamen „Adam the Scissorsman“ einbrachte.
Adam hielt sich Ende der 1920er Jahre als Student der Ingenieurwissenschaften in der Schweiz auf und spielte dort beim Grasshopper Club Zürich. Sein erstes Länderspiel bestritt er am 27. Oktober 1929 im Trikot der Schweizer Nationalmannschaft beim Länderspiel gegen Österreich in Bern. Als ein Jahr später die Niederlande in Zürich zu einem Länderspiel gegen die Schweiz antraten, lud man Adam ein, in der Oranje-Elf zu spielen. Die Partie ging für die Niederländer mit 3:6 verloren.
Im Lauf seiner Karriere bestritt Adam zwischen November 1930 und Mai 1933 elf Einsätze für die Niederlande und erzielte dabei sechs Tore. Sein größter Erfolg war dabei der 2:0-Sieg gegen Deutschland im Dezember 1932 in Düsseldorf, bei dem Adam beide Treffer gelangen.
Im Frühjahr 1933 siedelte Adam in die Niederlande über und schloss sich dem HVV Den Haag an. Aber schon kurz danach musste er seine sportliche Laufbahn wegen Herzbeschwerden beenden. Schließlich starb er 1941 im Alter von 32 Jahren während eines Fußballspiels in Niederländisch-Indien an einem Herzstillstand.